# Gandijeva
La rue Gandijeva (en serbe cyrillique : Гандијева) est située à Belgrade, la capitale de la Serbie, dans la municipalité urbaine de Novi Beograd.
La rue est ainsi nommée en hommage au Mahatma Gandhi.
Située dans le quartier de Bežanijska kosa, elle sépare les Bloks 63 et 64, ainsi que les Bloks 44 et 70.

## Parcours
La rue Gandijeva prend naissance au niveau des rues Partizanske avijacije, Bežanijskih ilegalaca et Ljubinke Bobić. Elle s'oriente vers le sud-est et croise les rues Zemunska (sur sa gauche) et Vojvođanska (sur sa droite) puis traverse la rue Jurija Gagarina avant d'aboutir au quai de la Save.

## Éducation
L'école élémentaire Mladost est située au n° 99 de la rue.

## Économie
La société de courtage ABC Broker Beograd a son siège social au n° 7/10 de la rue.
L'Immo Outlet Centar, situé au n° 21, est un centre commercial qui propose toutes sortes de marchandises à prix discount. Deux supermarchés Mini Maxi sont situés dans la rue, dont l'un au n° 193.

## Transports
La rue est parcourue par quatre lignes de bus de la société GSP Beograd : les lignes 68 (Zeleni venac – Novi Beograd Blok 70), 82 (Zemun Kej oslobođenja – Bežanijsko groblje – Blok 44), 89 (Vidikovac – Čukarička padina – Novi Beograd Blok 61) et 95 (Novi Beograd Blok 45 – Borča III).